# High Potential
High Potential (englisch für hohes Potential) [- pəˈtɛnʃl] bezeichnet eine Nachwuchskraft, die durch besondere persönliche Eigenschaften und Fähigkeiten einen höheren Wert für das Unternehmen bietet. Die Hochschul-Absolventen bekommen meist ein deutlich höheres Einstiegsgehalt, was an überdurchschnittlichen Qualifizierungen liegt und weil sie daher für Führungspositionen relevant sind. Die hohe Leistungsbereitschaft von High Potentials ist wichtig für viele Unternehmen, da sich gerade Investitionen in die berufliche Förderung von jungen Absolventen rentieren. Ausgeprägt ist das interdisziplinäre Denken, welches für obere Management-Entscheidungen und operative Tätigkeiten unabdingbar ist.

## Kompetenzen
Die High Potentials weisen meist folgende Eigenschaften ihrer Persönlichkeit auf
- hohe Motivation
- hohe Flexibilität
- hohe Belastbarkeit
- hohe geistige Agilität
- ausgeprägte Fähigkeit des ganzheitlichen, vernetzten Denkens
- Potenzial für nächste Führungs- oder Projektleitungsaufgaben
- ausgeprägte Selbst- und Sozialkompetenz